# Francisco Javier Rueda (baloncestista)
Francisco Javier Rueda Naranjo (nacido el 9 de marzo de 1976 en Málaga), es un exjugador de baloncesto español. Con 1,96 metros de estatura, jugaba en la posición de alero. 

## Trayectoria
Fran se formó en las categorías inferiores del FC Barcelona y fue internacional en las categorías inferiores de la selección española, siendo de la misma generación de jugadores como Rodrigo de la Fuente, Carlos Jiménez,  Rafa Vidaurreta, Iker Iturbe y Oriol Junyent, con los que fue bronce en el Mundial sub-20 en el año 1995. Diversas lesiones no le permitieron sobresalir, haciendo carrera en la Liga ACB y otras categorías inferiores del baloncesto español.

## Palmarés
- 1993 Eurobasket Juvenil. Selección de España Juvenil. Ankara. Medalla de Plata.
- 1994 Eurobasket Junior. Selección de España Junior. Tel-Aviv. Medalla de Bronce.
- 1995 Mundobasket Junior. Selección de España Junior. Atenas. Medalla de Bronce.[2]
- 1998-99 Copa de Portugal. Porto Maia. Campeón.
- 1998-99 Liga de Portugal. Porto Maia. Campeón.